# L'Étoile du danger
L'Étoile du danger (titre original : Star of Danger) est un roman du Cycle de Ténébreuse, écrit par Marion Zimmer Bradley, publié en 1965.